# جاك كانون
جاك كانون (بالإنجليزية: Jack Cannon)‏ هو لاعب كرة قدم أمريكية أمريكي، ولد في 19 أبريل 1907 في كولومبوس في الولايات المتحدة، وتوفي بنفس المكان في 12 نوفمبر 1967.